# Mithril
Mithril je metal iz Međuzemlja, izmišljenog svijeta J. R. R. Tolkiena.
Mithril je bio cijenjen zbog svojih mehaničkih svojstava kao i zbog svoga sjaja. Cijenili su ga svi narodi Međuzemlja, a posebno patuljci i vilenjaci. Mithril je bilo lako obrađivati iako je bio tvrđi od čelika bio je lagan kao i obična pamučna košulja te nije oksidirao. Bio je cjenjeniji od zlata, srebra i drugih metala. Ime je dobio od sindarinskih riječi mith što znači sivi i ril što znači sjaj. Nazivan je još "pravo srebro" i "Morijsko srebro". Nakon pada Numenora mogao se naći jedino u Moriji gdje su patuljci slučajno našli žilu. Žila je išla prema sjeveru, tj. Barazinbaru. Patuljci su kopali duboko i probudili Balroga koji je bio uzrok propasti ("Durinova kletva") kraljevstva Khazad-dum. Vilenjaci su se naselili u Eregionu prvenstveno zbog mithrila te su napravili materijal ithildin koji su patuljci koristili na zapadnom ulazu u Moriju i koji je bio vidljiv samo pod sjajem Mjeseca. Nakon propasti Khazad-duma mithril se više nije kopao pa je postao neprocjenjivo vrijedan. Patuljci su, pod vodstvom Balina, ponovno pokušali osvojiti rudnike Morije no porazili su ih orci. Kada je Gandalf porazio balroga patuljci su se ponovno naselili u Moriji. 
Najpoznatiji predmeti izrađeni od mithrila bili su:
- Frodova mithril-verižnjača - prsluk koji je Bilbo Baggins poklonio Frodu na početku njegova putovanja iz Rivendella. Froda je spasila od koplja poglavice orka u Moriji no oteli su mu je u kuli Cirith Ungol, a Gandalf ju je uzeo od Usta Sauronovih.
- Čuvari citadele u Gondoru - su nosili kacigu napravljenu od mithrila koja je bila baština slavne prošlosti Gondora. Kako mithril ne hrđa ostao je još od doba posljednjeg kralja i nosio njegove oznake.
- Aragornova zastava - koju je razvio kada je krenuo u pomoć Minas Tirithu bila je napravljena od Mithrila i zlata.
- Vrata Minas Tiritha - koja je Kralj-vještac srušio u Ratu za Prsten, ponovno su izgradili patuljci s Erebora pod vodstvom Gimlija. Vrata su bila izgrađena od mithrila i čelika
- Nenya - Galadrielin vilenjački prsten  - je bio adamant (vrsta dijamanta) optočen mithrilom.